# Ptiloscola photophila
Ptiloscola photophila är en fjärilsart som beskrevs av Rothschild 1907. Ptiloscola photophila ingår i släktet Ptiloscola och familjen påfågelsspinnare. Inga underarter finns listade.